# Sofian El Adel
Sofian El Adel, né le 29 mars 1983 à Amsterdam, est un joueur international néerlandais de futsal.

## Biographie
Le 28 octobre 2009, il débute officiellement sous le maillot des Pays-Bas, à l'occasion d'un match contre la République tchèque (match nul, 4-4).
En juillet 2016, Sofian El Adel retourne au Hovocubo. Lors de la saison 2017-2018, il prend part à la Ligue des champions de futsal.

## Palmarès
- 2016 : Champion des Pays-Bas